# Джейсон Кідд
Джейсон Фредерік Кідд (англ. Jason Frederick Kidd; нар. 23 березня 1973 року, Сан-Франциско, Каліфорнія) — американський професійний баскетболіст, який виступав за різні команди Національної баскетбольної асоціації (НБА). Згодом — баскетбольний тренер, з 2021 року — головний тренер команди НБА «Даллас Маверікс».
Команда «Даллас Маверікс» обрала його під другим номером на драфті НБА 1994 року. За кар'єру виступав за чотири команди: «Даллас Маверікс» (1994—1996; 2008—2012); «Фінікс Санз» (1996—2001) і «Нью-Джерсі Нетс» (2001—2008); «Нью-Йорк Нікс» (2012—2013). За весь час виступів у НБА зробив 107 трипл-даблів в регулярному сезоні, що є третім найкращим результатом в історії НБА, і 11 трипл-даблів у іграх плей-оф. 10 разів брав участь у матчах всіх зірок, 5 разів його обирали в першу символічну команду НБА, 4 рази був обраний в першу символічну команду захисту. Дворазовий олімпійський чемпіон (2000 і 2008 років), триразовий чемпіон Америки (1999, 2003 та 2007 років) у складі збірної США. Чемпіон НБА 2011 року.
Після завершення кар'єри гравця у 2013 році, Кідд став головним тренером команди «Бруклін Нетс», підписавши трирічний контракт. У першому сезоні під керівництвом Джейсона «Нетс» вийшли в півфінал конференції, поступившись у п'яти матчах команді «Маямі Гіт», лідером якої був Леброн Джеймс. Після сезону 2013/14 у тренера виникли розбіжності з керівництвом клубу і Кідда обміняли в «Мілвокі Бакс».

## Ранні роки
Кідд народився в Сан-Франциско (Каліфорнія) і був найстаршим серед шести дітей Стіва і Енн Кідд. Його батько був афро-американцем, а мати — нащадком ірландських іммігрантів. Дитинство провів у Окленд-Хілс, багатому районі Окленда. Джейсон навчався в школі St. Paschal Baylon в Окленд-Хілс. Він часто приходив пограти в баскетбол на громадських майданчиках, де одним з його суперників був майбутня зірка НБА Гері Пейтон. Кідд також добре грав у футбол і займався іншими видами спорту.

### Старша школа
У старшій школі St. Joseph Notre Dame (Аламеда, Каліфорнія), під керівництвом тренера Френка Лапорте, Кідд привів свою команду «Пайлотс» до чемпіонських титулів. Сам же Джейсон в середньому за гру набирав по 25 очок, віддавав 10 передач, робив 7 підбирань і 7 перехоплень. За свої досягнення він був удостоєний безлічі нагород і почестей, включаючи нагороду Нейсміта як гравець року серед школярів і його назвали гравцем року журнали PARADE і USA Today. За час виступу в школі Кідд встановив рекорд за кількістю передач — 1155, а також став сьомим за кількістю забитих очок — 2661, за що був названий гравцем року в Каліфорнії і включений у всеамериканську збірну mcdonald's.
Після закінчення навчання в школі йому надійшла велика кількість пропозицій від різних університетів, але він вирішив залишитися в рідному штаті і вступити до Каліфорнійського університету в Берклі, де була слабка баскетбольна команда, яка від 1960 року не ставала чемпіоном конференції. Своє рішення він пояснив тим, що хотів залишитися в рідному штаті, щоб його батьки могли приходити на його гри, як це вони робили коли він навчався в школі.

### Каліфорнійський університет в Берклі

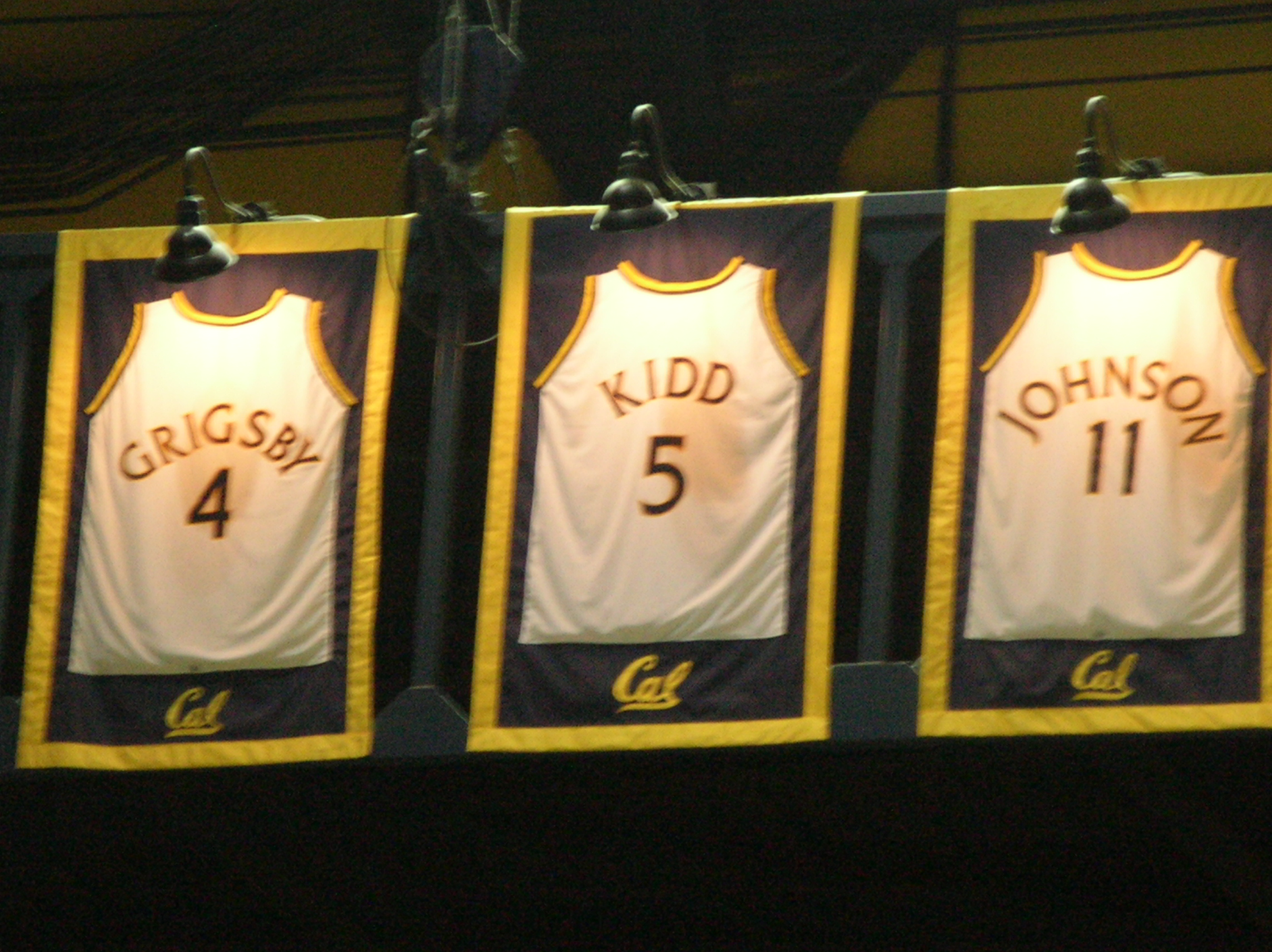
Майка Кідда з номером 5, вивішена під дахом «Хаас-павільйону»

Під час свого першого сезону в Каліфорнії Кідд в середньому набирав за гру по 13 очок, віддавав 7,7 передачі і робив 3,8 перехоплення, що дозволило йому потрапити в команду новачків конференції Pac-10. У дебютному сезоні він встановив рекорд NCAA за кількістю перехоплень, які зробив новачок — 110, а також встановив рекорд університету за кількістю передач за сезон — 222. До його приходу в команду «Голден Беарс» закінчили сезон з результатом 10-18, ставши дев'ятими в конференції, а з ним у команді «Ведмеді» посіли друге місце в конференції з результатом 21-9. В іграх плей-оф «Голден Беарс» обіграли університет штату Луїзіана, чинного переможця турніру університет Дюка і дійшли до півфіналу регіонального «Sweet 16», де поступилися Канзаському університету. У грі проти Луїзіани перемогу каліфорнійській команді приніс точний кидок Кідда на останніх секундах матчу, а в грі проти Дюка успішні дії на останніх секундах, коли Джейсон зумів підібрати м'яч, який виходив в аут, а потім забити, заробивши ще й штрафний кидок.
У сезоні 1993/94 Кідд продовжив покращувати свої показники, набираючи в середньому за гру по 16,7 очка, віддаючи 9,1 передачі, роблячи 6,9 підбору і 3,1 перехоплення, побивши попередній рекорд за передачами. За сезон він віддав 272 передачі, ставши лідером за цим показником у чемпіонаті. Його обрали в першу всеамериканську команду (вперше для університету Каліфорнії з 1968 року) і назвали гравцем року конференції Pac-10; вперше в історії цю нагороду здобув другокурсник. Його команда закінчила сезон з результатом 22-8, однак на стадії плей-оф вилетіла вже в першому раунді, програвши університету Вісконсіна в Грін-Бей. Кідда назвали фіналістом премій Нейсміта і Вудена, що дало йому право брати участь у драфті НБА 1994 року.
У засобах масової інформації Каліфорнії про нього написали, що лише за 2 роки в університеті він зробив величезний внесок у розвиток баскетбольної програми «Голден Беарс». За його заслуги 14 лютого 2004 року команда закріпила за ним номер 5, який був вивішений під дах «Хаас-павільйону», де проводять домашні ігри «Ведмеді».

## Кар'єра в НБА

### Даллас Маверікс (1994—1996)
29 червня 1994 року на драфті НБА команда «Даллас Маверікс» обрала Кідда під другим номером. Під першим номером був Гленн Робінсон з Університету Пердью, якого обрав клуб «Мілвокі Бакс». У своєму першому сезоні Кідд у середньому за гру набирав по 11,7 очка віддавав 7,7 передачі, робив 5,4 підбору та став лідером НБА за кількістю трипл-даблів і першим в історії новачком, що потрапив у топ-10 двох статистичних категорії (10 передач та 7 перехоплень). За свої досягнення він поділив нагороду Новачок року НБА разом з Грантом Гіллом, якого на драфті під третім номером обрав клуб «Детройт Пістонс». До приходу Джейсона команда «Маверікс» закінчила сезон з другим найгіршим результатом в історії 13-69, а після його приходу змогла здобути на 23 перемоги більше і стала найбільш прогресуючою в НБА. Кідд також був обраний у стартовий склад для участі у матчі всіх зірок НБА 1996 року. Кідд разом з Джамалом Машберном і Джимом Джексоном сформували трійку, яка дістала назву «3 Джейс» (Three j's).
Вболівальники і преса очікували, що в наступному сезоні команда перерве свою п'ятирічну низку непотрапляння в плей-оф, однак «Маверікс» невдало розпочали новий сезон. Центрового команди Роя Тарплі відсторонили від ігор за вживання наркотиків, а Дональда Ходжа заарештували за зберігання марихуани. Один з лідерів команди Машберн дістав травму і був змушений пропустити велику частину сезону. Клуб закінчив сезон з результатом 25-56 і знову не потрапив у плей-оф. Кідд часто скаржився, що Джексон веде себе на майданчику егоїстично, і практично перестав з ним спілкуватися поза межами ігрового майданчика. Джейсон став одним з найпопулярніших гравців у вболівальників і в опитуванні газети Fort Worth Star-Telegram його назвали другим у списку найбільш популярних спортсменів Далласа, позаду футболіста Троя Ейкмана. Попри невдалий сезон для команди, показники Кідда продовжувала поліпшуватися. Він в середньому за гру набирав по 16,6 очка і став другим у лізі за передачами. Його обрали для участі в матчі всіх зірок НБА, де він віддав 10 передач, зробив 7 підбирань, 2 перехоплення і набрав 7 очок.
У міжсезоння команда «Маверікс» змінила власника, а той змінив головного тренера. У Кідда не склалися стосунки з Джимом Клеменсоном. Через розбіжності з Джексоном, він попросив керівництво клубу, щоб його або Джексона обміняли в іншу команду. Відносини між Кіддом і Джексоном зіпсувалися після того, як він повинен був піти на побачення зі співачкою Тоні Брекстон, однак вона пішла на зустріч з Джексоном. Пізніше Джейсон заперечував це. У грудні 1996 року Джейсона Кідда, Тоні Думаса і Лорена Майєра обміняли у «Фінікс Санз» на Сема Касселла, Ей Сі Гріна і Майкла Фінлі.

### Фінікс Санз (1996—2001)
У «Санз» вважали, що навколо Кідда можна буде побудувати хорошу команду. За словами тренера Денні Ейнджа, якщо Кідд продовжить прогресувати в тому ж дусі, то через два роки він стане суперзіркою.

### Нью-Джерсі Нетс (2001—2008)

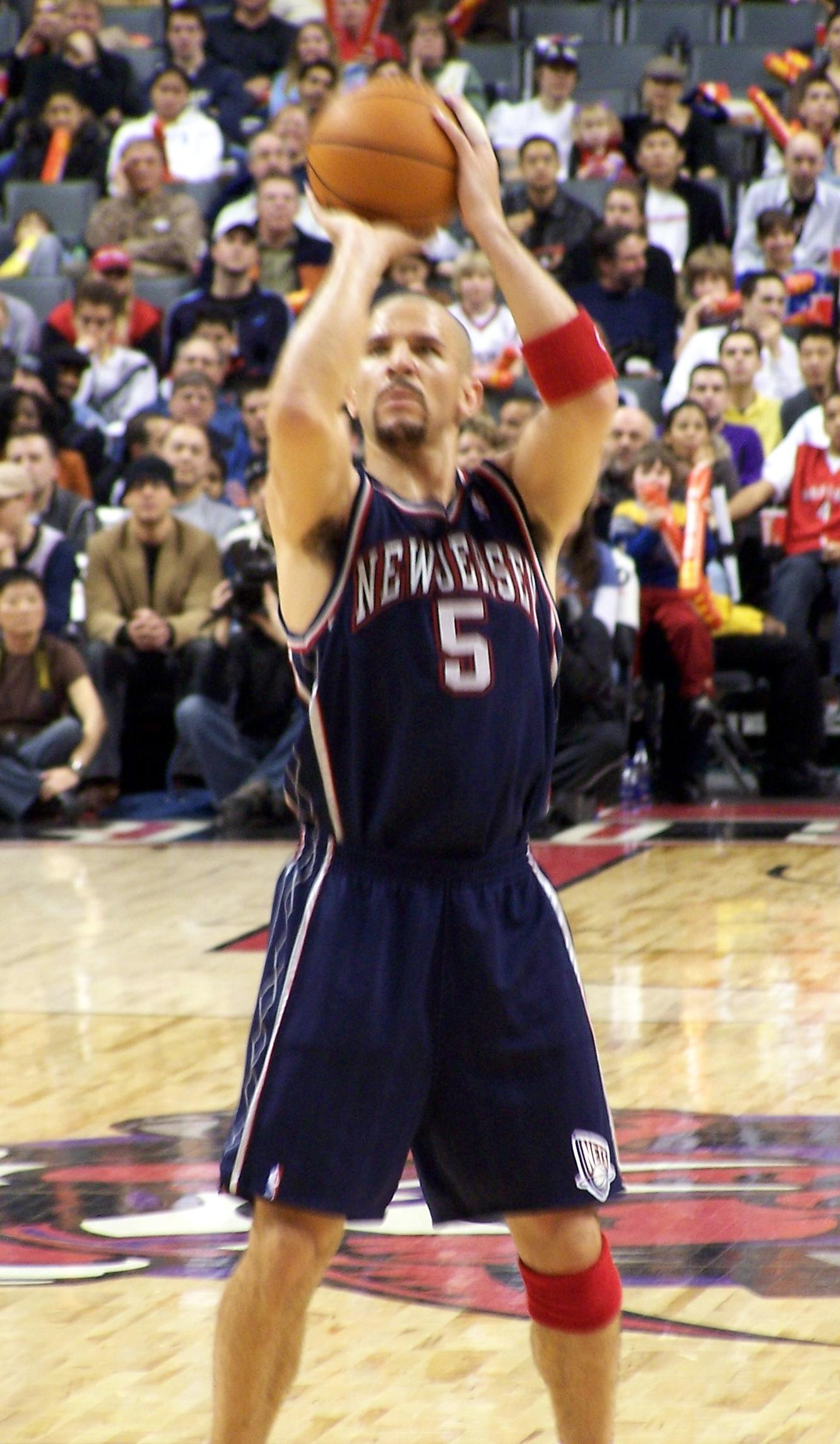
Кідд у складі «Нью-Джерсі Нетс»

У сезоні 2001/02 Кідд привів свою нову команду до результату 52-30 в сезоні, і став одним з найцінніших гравців ліги, поступившись лише МВП сезону Тіму Данкану. Багато хто вважав, що саме Кідд був гідний стати МВП в цьому році за його внесок у трансформацію команди з одного з аутсайдерів у претендентів на чемпіонські персні. Під керівництвом Кідда молоді «Нетс» завоювали титул чемпіона Східної конференції і, вперше в історії клубу, вийшли у фінал НБА. У фіналі «Нетс» програли в чотирьох іграх «Лос-Анджелес Лейкерс» під керівництвом Шакіла О'Ніла і Кобі Браянта. У наступному сезоні команда змогла здобути 49 перемог і знову дійти до фіналу. Однак у фіналі знову програла, цього разу «Сан-Антоніо Сперс» у шести іграх. Сезон 2002/03 став найрезультативнішим у кар'єрі Кідда — 18,7 очка за гру, а також він став лідером чемпіонату за передачами — 8,9 за гру.
1 липня 2004 року Кідд переніс операцію на травмованому коліні. На майданчик Кідд зміг вийти лише в грудні, а його місце в стартовому майданчику займав молодий захисник Вінс Картер. Зігравши вдало наприкінці чемпіонату Нетс змогли зачепитися за восьме місце у конференції та вийти в плей-оф. Однак уже в першому раунді програли в чотирьох іграх Маямі Хіт.
У сезоні 2005/06 Кідд в середньому набирав по 13,3 очка, робив 7,3 підбору і 8,4 передачі за гру. 1 лютого 2007 року його назвали одним із запасних на матч всіх зірок НБА. Однак він не зміг взяти участь у грі через болі в спині і був замінений Джо Джонсоном.
7 квітня 2007 року Кідд і Картер зробили в одній грі по тріпл-даблу і повторили досягнення Майкла Джордана і Скотті Піппена 1989 року. Кідд набрав 10 очок, віддав 18 передач і зробив 16 підбирань. 27 квітня 2007 року Джейсон зробив 10-й тріпл-дабл в іграх плей-оф за кар'єру в грі проти «Торонто Репторз» і зрівнявся за цим показником з Ларрі Бердом. У першому раунді плей-оф Кідд у середньому набирав по 14 очок, віддавав 13,2 передачі, робив 10 підбирань і 2 перехоплення, а його команда обіграла «Репторс» у шести іграх. У третій грі другого раунду Кідд зробив 11-й тріпл-дабл, набравши 23 очки, віддавши 14 передач і зробивши 13 підбирань і вийшов на друге місце за цим показником. За 12 ігор плей-оф він набирав у середньому по 14,6 очка, віддавав 10,9 передачі і робив 10,9 підбору, ставши другим гравцем в історії НБА, який у середньому набирав тріпл-дабл в іграх плей-оф.
У сезоні 2007/08 Кідд став третім гравцем починаючи з 1989 року, який зумів зробити тріпл-дабл три гри поспіль. Це досягнення стало можливим після того, як він зробив 97-й трипл-дабл у кар'єрі в грі проти «Шарлотт Бобкетс». Уболівальники обрали Джейсона для участі у матчі всіх зірок НБА.
Після цього сезону стали ходити чутки, що він перейде в іншу команду. Одним з варіантів були «Лос-Анджелес Лейкерс», однак угода не відбулася, оскільки «Лейкерс» не захотіли віддавати свого молодого центрового Ендрю Байнума. 28 січня 2008 року Кідд підтвердив, що його агент веде переговори з «Нетс» про перехід в іншу команду. 19 лютого 2008 року Кідда обміняли в команду, де він починав свою кар'єру — «Даллас Маверікс».

### Повернення в Даллас (2008—2012)

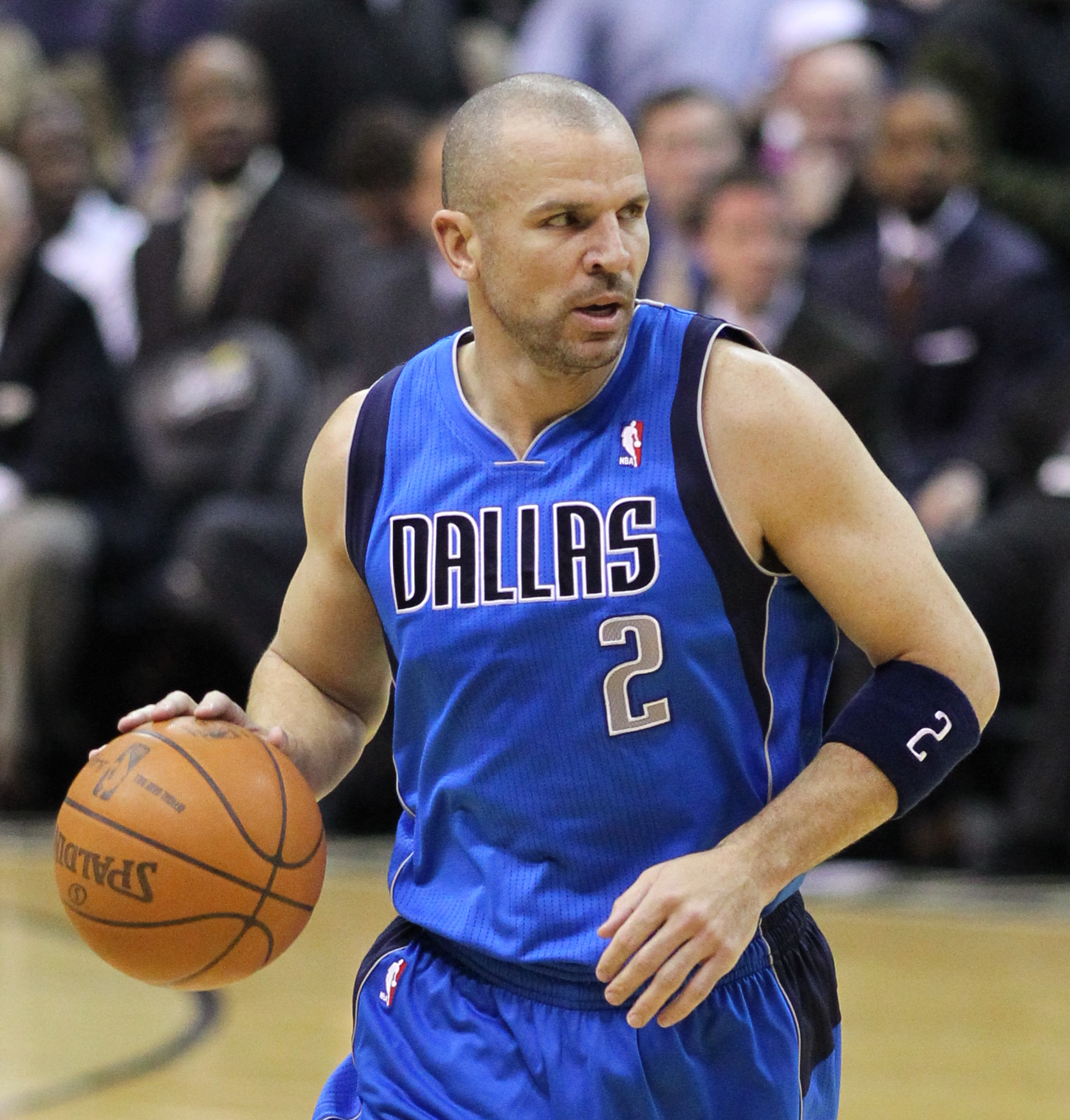
Джейсон Кідд у складі «Даллас Маверікс»

13 лютого 2008 року «Даллас Маверікс» і «Нью-Джерсі Нетс» досягли угоди за якою Кідд і Малік Аллен перейшли в Даллас, а Нью-Джерсі отримали Девіна Гарріса, Дівіна Джорджа, Джеррі Стекхауза, Десагна Діопа, Моріса Егера, два вибори в першому раунді драфту (у 2008 і 2010 роках) і 3 млн доларів. Однак угода зірвалася, коли Джордж відмовився від переходу, скориставшись правами, закладеними в його контракт. Угоду було відновлено, коли Трентон Хасселл погодився замінити Джорджа, а Кіт Ван Хорн не погодився йти на пенсію і замінити Стекхауза. 19 лютого 2008 року Кідд офіційно перейшов у «Маверікс» разом з Алленом і Райтом в обмін на Ван Хорна, Гарріса, Діопа, Хасселла, Егера. Даллас також виплатив 3 млн доларів і передав два вибори в першому раунді на драфті 2008 і 2010 років. Сезон 2007/08 Маверікс завершили з результатом 51-31 і вийшли в плей-оф, де програли в першому раунді «Нью-Орлеан Хорнетс» 4-1.
5 липня 2009 року Кідд усно підтвердив, що перепідпише трирічний контракт з «Маверікс» за яким отримає 25 млн доларів за 3 роки. Джейсон вирішив залишитися в Далласі, попри те що «Нью-Йорк Нікс» також пропонували йому гарний контракт. 11 червня Кідд офіційно підписав контракт з «Маверікс». У сезоні 2009/10 Кідд у середньому набирав за гру по 10,3 очка, віддавав 9,1 передачі і робив 5,6 підбору. «Маверікс» завоювали титул чемпіона дивізіону, однак програли в першому раунді плей-оф «Сан-Антоніо Сперс» 4-2.
У сезоні 2010/11 Кідд у середньому за гру набирав 7,9 очка, віддавав 8,2 передачі і робив 4,4 підбору. 12 листопада 2010 року Кідд зробив 11 000-ну передачу в кар'єрі. «Маверікс» зуміли здобути 57 перемог у сезоні й вийшли в плей-оф посіяними під 3 номером. У першому клуб Кідда обіграв «Портленд Трейл-Блейзерс» 4-2, у другому раунді всуху переміг «Лос-Анджелес Лейкерс» 4-0, а у фіналі конференції «Оклахому-Сіті Тандер». У протистояннях з «Тандер» Кідд був лідером команди за передачами.

### Нью-Йорк Нікс (2012—2013)
5 липня 2012 року Кідд підписав трирічний контракт з «Нью-Йорк Нікс» вартістю 9 млн доларів. 8 лютого 2013 року Джейсон зробив 12-тисячну передачу в кар'єрі в грі проти «Міннесоти Тімбервулвз». 3 червня 2013 року оголосив про завершення кар'єри гравця.

## Виступи за національну збірну
Вперше Кідд зіграв за збірну США після першого сезону в університеті Каліфорнія, коли став єдиним новачком, якого взяли в збірну. Команда зіграла 5 ігор у Європі з яких у трьох здобула перемогу. Кідд став лідером команди за середньою кількістю передач за гру (4,0) і перехопленнями (1,4). Він також в середньому за гру набирав по 8,4 очка і робив 4,2 підбору.
1999 року став учасником кваліфікаційного турніру на літні Олімпійські ігри. Його команда не програла жодного з 10 матчів і здобула путівки на Олімпіаду 2000 року. Кідд у середньому набирав по 7,4 очка, віддавав 6,8 передачі, робив 4,4 підбору і 2,7 перехоплення за гру і знову став лідером збірної за передачами і перехопленнями.
2000 року Кідд став одним з трьох капітанів олімпійської збірної США з баскетболу. Його команда знову не програла жодного матчу, завершивши Олімпійські ігри з результатом 8-0, і виграла золоті медалі. На олімпіаді Джейсон в середньому за гру набирав по 6 очок, віддавав 4,4 передачі й робив 5,3 підбирання. Результативність його кидків з гри склала 51,6 %, а з-за триочкової лінії — 50 %.
Кідд був обраний для участі в чемпіонаті світу з баскетболу 2002 року, проте змушений був відмовитися від участі через травму. 2003 року він повернувся в команду і взяв участь в олімпійському кваліфікаційному турнірі в Пуерто-Рико. Збірна США знову виявилася непереможеною, вигравши 10 ігор і привізши додому золоті медалі і право участі на олімпіаді 2004 року. Кідд виходив у стартовому складі у всіх 10 матчах і в середньому набирав за гру по 3,4 очка, віддавав 5,9 передач і робив по 2,7 підбору. Від участі в олімпіаді Кідд відмовився через травму.
2007 року він взяв участь у чемпіонаті Америки з баскетболу. Його команда знову виграла всі 10 поєдинків і завоювала золоті медалі. Кідд став лідером чемпіонату за співвідношенням передач/втрат — 9,2. З його допомогою команда в середньому за гру набирала по 116,7 очок. У 2008 році Кідд вдруге взяв участь в Олімпійських іграх, де знову завоював золоті медалі, ставши 13-м американським баскетболістом в історії, що завоював дві золоті олімпійські медалі. Збірну назвали «Командою спокути».
Кідд завершив виступи за національну збірну з результатом 56-0 і здобув 5 золотих медалей: три чемпіонату Америки і 2 олімпійських золота.

## Тренерська кар'єра

### Бруклін Нетс (2013-дотепер)
12 червня 2013 року стало відомо про те, що «Бруклін Нетс» призначили на пост головного тренера Джейсона Кідда, який нещодавно завершив кар'єру гравця. Контракт розрахований на три роки.

## Особисте життя
У січні 2001 року Кідд був заарештований за насильство в сім'ї, за те, що напав на свою дружину Джомену в люті. Як частину покарання він був змушений відвідувати курси з управління гнівом протягом 6 місяців. Після закінчення цього строку вирішив продовжувати відвідувати їх за власним бажанням. 9 січня 2007 року Кідд подав на розлучення зі своєю дружиною, назвавши її «надто безсердечною». У заяві він написав, що вона одержима ревнощами, параноєю і загрозою сімейного насильства. 15 лютого 2007 року його дружина написала зустрічний позов, заявивши, що Кідд часто бив її, зламав їй ребро і пошкодив слух. У подружжя на момент розлучення вже народилося троє дітей: Трей Джейсон і близнюки Міа і Джазель.
10 вересня 2011 року Джейсон Кідд одружився зі своєю подругою Поршлою Колман, з якою зустрічався протягом тривалого часу. На момент весілля молодята вже мали восьмирічну дитину.

## Статистика виступів
| † | Позначає сезон, в якому Кідд ставав чемпіоном НБА |
|   | Лідер ліги                                        |

### Регулярний сезон
| Сезон            | Команда          | GP    | GS    | MPG  | FG%  | 3P%  | FT%  | RPG | APG  | SPG | BPG | PPG  |
| ---------------- | ---------------- | ----- | ----- | ---- | ---- | ---- | ---- | --- | ---- | --- | --- | ---- |
| 1994–95          | Даллас           | 79    | 79    | 33.8 | .385 | .272 | .698 | 5.4 | 7.7  | 1.9 | .3  | 11.7 |
| 1995–96          | Даллас           | 81    | 81    | 37.5 | .381 | .336 | .692 | 6.8 | 9.7  | 2.2 | .3  | 16.6 |
| 1996–97          | Даллас           | 22    | 22    | 36.0 | .369 | .323 | .667 | 4.1 | 9.1  | 2.0 | .4  | 9.9  |
| 1996–97          | Фінікс           | 33    | 23    | 35.5 | .423 | .400 | .688 | 4.8 | 9.0  | 2.4 | .4  | 11.6 |
| 1997–98          | Фінікс           | 82    | 82    | 38.0 | .416 | .313 | .799 | 6.2 | 9.1  | 2.0 | .3  | 11.6 |
| 1998–99          | Фінікс           | 50    | 50    | 41.2 | .444 | .366 | .757 | 6.8 | 10.8 | 2.3 | .4  | 16.9 |
| 1999–00          | Фінікс           | 67    | 67    | 39.0 | .409 | .337 | .829 | 7.2 | 10.1 | 2.0 | .4  | 14.3 |
| 2000–01          | Фінікс           | 77    | 76    | 39.8 | .411 | .297 | .814 | 6.4 | 9.8  | 2.2 | .3  | 16.9 |
| 2001–02          | Нью-Джерсі       | 82    | 82    | 37.3 | .391 | .321 | .814 | 7.3 | 9.9  | 2.1 | .2  | 14.7 |
| 2002–03          | Нью-Джерсі       | 80    | 80    | 37.4 | .414 | .341 | .841 | 6.3 | 8.9  | 2.2 | .3  | 18.7 |
| 2003–04          | Нью-Джерсі       | 67    | 66    | 36.6 | .384 | .321 | .827 | 6.4 | 9.2  | 1.8 | .2  | 15.5 |
| 2004–05          | Нью-Джерсі       | 66    | 65    | 36.9 | .398 | .360 | .740 | 7.4 | 8.3  | 1.9 | .1  | 14.4 |
| 2005–06          | Нью-Джерсі       | 80    | 80    | 37.2 | .404 | .352 | .795 | 7.3 | 8.4  | 1.9 | .4  | 13.3 |
| 2006–07          | Нью-Джерсі       | 80    | 80    | 36.7 | .406 | .343 | .778 | 8.2 | 9.2  | 1.6 | .3  | 13.0 |
| 2007–08          | Нью-Джерсі       | 51    | 51    | 37.2 | .366 | .356 | .820 | 8.1 | 10.4 | 1.5 | .3  | 11.3 |
| 2007–08          | Даллас           | 29    | 29    | 34.9 | .426 | .461 | .815 | 6.5 | 9.5  | 2.1 | .4  | 9.9  |
| 2008–09          | Даллас           | 81    | 81    | 35.6 | .416 | .406 | .819 | 6.2 | 8.7  | 2.0 | .5  | 9.0  |
| 2009–10          | Даллас           | 80    | 80    | 36.0 | .423 | .425 | .808 | 5.6 | 9.1  | 1.8 | .4  | 10.3 |
| 2010–11†         | Даллас           | 80    | 80    | 33.2 | .361 | .340 | .870 | 4.4 | 8.2  | 1.7 | .4  | 7.9  |
| 2011–12          | Даллас           | 48    | 48    | 28.7 | .363 | .354 | .786 | 4.1 | 5.5  | 1.7 | .2  | 6.2  |
| 2012–13          | Нью-Йорк         | 76    | 48    | 26.9 | .372 | .351 | .833 | 4.3 | 3.3  | 1.6 | .3  | 6.0  |
| Кар'єра          | Кар'єра          | 1,391 | 1,350 | 36.0 | .400 | .349 | .785 | 6.3 | 8.7  | 1.9 | .3  | 12.6 |
| Матчі всіх зірок | Матчі всіх зірок | 9     | 5     | 23.2 | .525 | .478 | .833 | 3.4 | 7.7  | 2.7 | .0  | 6.4  |

### Плей-оф
| Сезон   | Команда    | GP  | GS  | MPG  | FG%  | 3P%  | FT%   | RPG  | APG  | SPG | BPG | PPG  |
| ------- | ---------- | --- | --- | ---- | ---- | ---- | ----- | ---- | ---- | --- | --- | ---- |
| 1997    | Фінікс     | 5   | 5   | 41.4 | .396 | .364 | .526  | 6.0  | 9.8  | 2.2 | .4  | 12.0 |
| 1998    | Фінікс     | 4   | 4   | 42.8 | .379 | .000 | .813  | 5.8  | 7.8  | 4.0 | .5  | 14.3 |
| 1999    | Фінікс     | 3   | 3   | 42.0 | .419 | .250 | .714  | 2.3  | 10.3 | 1.7 | .3  | 15.0 |
| 2000    | Фінікс     | 6   | 6   | 38.2 | .400 | .364 | .778  | 6.7  | 8.8  | 1.8 | .2  | 9.8  |
| 2001    | Фінікс     | 4   | 4   | 41.5 | .319 | .235 | .750  | 6.0  | 13.3 | 2.0 | .0  | 14.3 |
| 2002    | Нью-Джерсі | 20  | 20  | 40.2 | .415 | .189 | .808  | 8.2  | 9.1  | 1.7 | .4  | 19.6 |
| 2003    | Нью-Джерсі | 20  | 20  | 42.6 | .402 | .327 | .825  | 7.7  | 8.2  | 1.8 | .2  | 20.1 |
| 2004    | Нью-Джерсі | 11  | 11  | 43.1 | .333 | .208 | .811  | 6.6  | 9.0  | 2.3 | .5  | 12.6 |
| 2005    | Нью-Джерсі | 4   | 4   | 45.5 | .388 | .367 | .545  | 9.0  | 7.3  | 2.5 | .0  | 17.3 |
| 2006    | Нью-Джерсі | 11  | 11  | 40.9 | .371 | .300 | .826  | 7.6  | 9.6  | 1.5 | .2  | 12.0 |
| 2007    | Нью-Джерсі | 12  | 12  | 40.3 | .432 | .420 | .520  | 10.9 | 10.9 | 1.8 | .4  | 14.6 |
| 2008    | Даллас     | 5   | 5   | 36.0 | .421 | .462 | .625  | 6.4  | 6.8  | 1.4 | .4  | 8.6  |
| 2009    | Даллас     | 10  | 10  | 38.6 | .458 | .447 | .850  | 5.8  | 5.9  | 2.2 | .3  | 11.4 |
| 2010    | Даллас     | 6   | 6   | 40.5 | .304 | .321 | .917  | 6.8  | 7.0  | 2.3 | .2  | 8.0  |
| 2011†   | Даллас     | 21  | 21  | 35.4 | .398 | .374 | .800  | 4.5  | 7.3  | 1.9 | .5  | 9.3  |
| 2012    | Даллас     | 4   | 4   | 36.0 | .341 | .346 | .900  | 6.0  | 6.0  | 3.0 | .3  | 11.5 |
| 2013    | Нью-Йорк   | 12  | 0   | 20.6 | .120 | .176 | 1.000 | 3.5  | 2.0  | 1.0 | .3  | .9   |
| Кар'єра | Кар'єра    | 158 | 146 | 38.5 | .391 | .322 | .781  | 6.7  | 8.0  | 1.9 | .3  | 12.9 |

## Нагороди та досягнення
НБА
- Чемпіон НБА 2010/11 у складі «Даллас Маверікс».
- 10 разів брав участь у матчах всіх зірок НБА: 1996, 1998, 2000, 2001, 2002, 2003, 2004, 2007, 2008, 2010
- 6 разів входив у збірну всіх зірок НБА:
перша п'ятірка: 1999, 2000, 2001, 2002, 2004
друга п'ятірка 2003
- 9 разів входив у збірну всіх зірок захисту:
перша п'ятірка: 1999, 2001, 2002, 2006
друга п'ятірка: 2000, 2003, 2004, 2005, 2007
- Новачок року НБА: 1995 (розділив разом з Грантом Гіллом)
- Включений в першу збірну новачків: 1995
- Переможець конкурсу баскетбольних умінь НБА: 2003
- Приз за спортивну поведінку НБА (2012, 2013)
- 5 разів ставав лідером чемпіонату за кількістю передач у середньому за гру: 1999 (10,8), 2000 (10,1), 2001 (9,8), 2003 (8,9), 2004 (9,2)
- Тричі ставав лідером чемпіонату за загальною кількістю передач: 1999 (539), 2001 (753), 2003 (711)
- Лідер чемпіонату за кількістю перехоплень: 2002 (175)

Університетські
- Премія Нейсміта найкращому гравцеві серед старшокласників: 1992
- Гравець року серед школярів за версією USA Today і PARADE: 1992
- Гравець року конференції Pac-10: 1994
- Включений в першу всеамериканську збірну під час другого року навчання в університеті Берклі
- За ним закріплений номер 5 в університеті Каліфорнії

Національна збірна
- Золота медаль на Олімпійських іграх у Сіднеї
- Золота медаль на Олімпійських іграх у Пекіні
- Золота медаль на Панамериканських іграх: 1999, 2003, 2007

Інші
- Журнал USA Today включив Кідда в другу збірну США всіх часів у 2003 році
- Його фотографію помістили на обкладинку гри NBA Live 2003.
- Баскетболіст року в США 2007 року
- Журнал SLAM поставив його на 28 місце серед 50 найвизначніших гравців усіх часів

## Заробітна платня
| Сезон   | Команда         | Зарплатня, дол. |
| 1994/95 | Даллас Маверікс | 2 770 800       |
| 1995/96 | Даллас Маверікс | 3 588 000       |
| 1996/97 | Фінікс Санз     | 4 408 000       |
| 1997/98 | Фінікс Санз     | 5 223 333       |
| 1998/99 | Фінікс Санз     | 6 041 000       |
| 1999/00 | Фінікс Санз     | 6 858 335       |
| 2000/01 | Фінікс Санз     | 7 680 000       |
| 2001/02 | Нью-Джерсі Нетс | 8 447 500       |
| 2002/03 | Нью-Джерсі Нетс | 9 265 000       |
| 2003/04 | Нью-Джерсі Нетс | 13 152 000      |
| 2004/05 | Нью-Джерсі Нетс | 14 796 000      |
| 2005/06 | Нью-Джерсі Нетс | 16 440 000      |
| 2006/07 | Нью-Джерсі Нетс | 18 084 000      |
| 2007/08 | Даллас Маверікс | 19 728 000      |
| 2008/09 | Даллас Маверікс | 21 372 000      |
| 2009/10 | Даллас Маверікс | 8 000 000       |
| 2010/11 | Даллас Маверікс | 8 610 500       |
| 2011/12 | Даллас Маверікс | 10 121 000      |
| 2013/14 | Нью-Йорк Нікс   | 3 090 000       |
| Загалом | 187 675 468     |                 |